# 素博通額
宗室素博通額（转写：Uksun Subotungge；1788年12月4日—1835年12月21日，乾隆五十三年十一月初七日丑時－道光十五年十一月十二日申時），字健甫，号抑之、雲樓。清朝宗室鑲藍旗第五族奕字輩，清朝政治人物。

## 生平
嘉慶十五年（1810年）庚午科宗室鄉試舉人。
嘉慶十九年（1814年）甲戌科第二甲第十八名進士出身。授吏部額外主事。
道光元年，以吏部主事充辛巳科湖北鄉試副考官。
六年（1826年）：十月，擢吏部員外郎。後改工部員外郎。
十五年（1835年）：十一月十二日，卒。

## 家庭及關聯
- 八世祖：追封莊親王舒爾哈齊（1564年－1611年），清顯祖第三子，追封和碩莊親王。
- 七世祖：鄭獻親王濟爾哈朗（1599年－1655年），舒爾哈齊第六子，和碩鄭親王。
- 六世祖：追封簡親王巴爾堪（1637年－1680年），濟爾哈朗第四子，封三等輔國將軍，官副都統、議政大臣，革爵，追封和碩簡親王。
- 五祖父：追封簡親王巴賽（1664年－1731年），巴爾堪第一子，襲封不入八分輔國公，官至寧古塔將軍，授揚威將軍，陣亡，追封和碩簡親王。
- 高祖父：簡勤親王奇通阿（1701年－1763年），巴賽第十子，襲封和碩簡親王，終官領侍衛內大臣、宗人府宗令。
- 曾祖父：簡恪親王豐訥亨（1723年－1776年），奇通阿第一子，襲封和碩簡親王，官至領侍衛內大臣。
- 祖父：奉國將軍積拉憫（1750年－1779年），豐訥亨第一子，封二等奉國將軍，授職二等侍衛，因病告退。

- 父：宗室果齊斯歡（1768年－1828年），積拉憫第一子，嘉慶七年進士，官至黑龍江將軍。
- 母：瓜爾佳氏，果齊斯歡正室，同知瑚松額之女。

- 弟：
  - 宗室素克精額（1790年－1838年），官至頭等侍衛、續辦事章京。
  - 宗室素克東額（1824年－1868年），官三等侍衛。

### 妻妾
- 正室：烏蘇氏，凝古齊之女。
- 繼室：伊爾根覺羅氏，希凌阿之女。

### 子女
- 承繼子：不入八分輔國公崇吉（1827年－1875年），素克精額之子，過繼素博通額為嗣，咸豐四年舉人，襲封不入八分輔國公。